# Социјално геријатријски центар Бања Лука
Социјално геријатријски центар  Бања Лука је установа социјалне заштите која обезбјеђује становање, исхрану, негу, здравствену заштиту, културно-забавне, рекреативне, окупационе и друге активности, услуге социјалног рада и друге услуге за кориснике који су смештени, зависно од потреба, способности и интересовања корисника. Максимални капацитет центра је 300 корисника. Установа поседује ИСО 9001: 2015 сертификат, издат од независног сертификационог тела овлашћеног за издавање сертификата. Сертификат гарантује континуирано унапређење квалитета услуга, односа према корисницима и пружања услуга, уз континуирано унапређење процеса.

## Историја
Влада Републике Српске оснивач је девет установа социјалне заштите од ширег значаја:
- две установе за збрињавање деце без родитељског старања и деце чији је развој ометен породичним приликама,
- три дома за смештај пензионера и старих лица,
- две установе за смештај деце и омладине ометене у развоју,
- једну установу за инвалидну децу и омлaдину са очуваним менталним способностима.

Закон о социјалној заштити донесен је 1993. године, а мање измене су вршене 1996, 2003. и 2008. године. У период од 1993. до 2009. године како су се мењале околности везано за регулисање области социјане заштите указала се потреба за доношењем новог закона о социјалној заштити који је 4. априла 2012. године усвојила Народна скупштина РС.
У складу са напред наведеним основан је и Социјално геријатријски центар Бања Лука.

## Положај и размештај
Социјално геријатријски центар  у  Бања Луци смештен је у објекту у Улица  Крајишких бригада 104, у општини Гард Бања Лука, Република Српска Босна и Херцеговина. Као идеално архитектонско решење, Центар се налази на малом брду у срцу Бањалуке, изолован од буке. Сештајног капацитета за 200 корисника је у близина саобраћајница и продавница, повезан са аутобуским линијама са свим деловима града. Има велики парк са украсним дрвећем и цвећем. Стазе су поплочане, погодне за шетњу, одмор и рекреацију корисника.

## Смештај у установу
У ову установу социалне заштите смештају се стара лица на подручју Републике Српске. Потписивањем уговора о смештају између Дома за пензионере и стара лица у Источом Сарајеву и лица заинтересованог за смештај, односно његовог старатеља, произилазе права и обавезе за обе уговорне стране, а сходно одредбама Законa о облигационим односима.
Право на смештај у ову установу социјалне заштите у смислу одредби Закона о социјалној заштити имају стара лица која због неповољних здравствених, социјалних, стамбених и породичних прилика нису у могућности да живе у породици, односно у домаћинству.
Трошкове смештаја, односно део трошкова у установу која пружа услуге социјалне заштите сноси корисник заштите, родитељ, односно сродник који је дужан да издржава корисника, надлежни орган или друга организација и лица која су преузела плаћање трошкова.
Поступак за признавање права на смештај у установу покреће се на захтев лица које се налази у стању социјалне потребе код месно надлежног центра за социјални рад односно центра за социјални рад на чијем се подручју налази пребивалиште лица о чијем се праву решава.

## Задаци установе
Дом за пензионере и стара лица у Источом Сарајеву као јавна установа социјалне заштите у својим објектима прима и смешта стара лица у наменски граженој згради
Установа прима самосталне, полунезависне и зависне корисник и у складу са њиховим потребама и рехабилитационим потенцијалима, обезбеђује: Удруженост физичке са психичком некада и социјалном декомпензацијом намеће потребу за пружање помоћи од других лица у Дому
- становање (у двокреветним и вишекреветним собама),
- негу,
- исхрану (у складу са полумесечним јеловником),[2]
- услуге вешераја (прање и пеглање постељине и прање и пеглање личне одеће, и саставни су део обавеза Дома из Уговора о смјештају)
- здравствену заштита (у зависности од потреба корисника),
- културнозабавне и рекреативне активности,
- радно окупационе и културно-забавне и рекреативне активности (у зависности од интересовања и менталних и физичких способности корисника),
- услуге социјалне заштите (пријем, адаптација, индивидуални, групни рад са корисницима),
- бригу о тешким болесницима, психо-социјалну подршку тешким болесницима и члановима њихових породица, у циљу подизања квалитет живота, смањивање болова и непријатних симптоме болести. Ову врсту неге пружа стручни тим: социјални радник, лекар, медицинске сестре и неговатељице, у сарадњи са породицом.Удруженост физичке са психичком некада и социјалном декомпензацијом намеће потребу за пружање помоћи од других лица у Центру

Дом обезбеђује и следеће додатне услуге:
- Смештај у једнокреветној соби или апартману
- Могућност повезивања кабловске телевизије у собу
- Превоз санитетским возилом корисника са медицинском пратњом ван подручја општине Приједор
- Већи број недељних купања корисника услуга
- Берберске и фризерске услуге

## Организација
ЈУ Геронтолошки центар Бања Лука у организационом смислу подељена је на следећа шест одељења;
1. Одељење социјалне заштите,
2. Одељење здравствене заштите,чини стручни тиму задужен за здравље и здравствену заштиту корисника.
3. Социјално-геријатријско одељење, чини стручни тиму задужен за здравље и здравствену заштиту корисника.
4. Одељење за исхрану, који чини тим кувара и серваирки
5. Одељење за одржавање,  који чини тим возача, портира, мајстора
6. Одељење за рачуноводство, које обавља привредне, правне и административне послове за које су задужени стручни и стручно запослени радници.

## Кадровска структура
Тим који брине о здрављу и здравственој заштити чине:
- Доктори
- Шефови одељења
- Координатор здравствене заштите Центра – главна сестра
- Координатор здравствене заштите СГО Драгочај
- Физиотерапеути
- Медицинске сестре-техничари
- Неговарељице
- Спремачице
- Вешерке
- Фризер

Тим који брине о социјалној заштити корисника у Одељењу социјалне заштите чине:
- Социјалних радника
- Психолог
- Радни терапеут